# Wimbledon 2016 – čtyřhra vozíčkářů
Čtyřhra vozíčkářů ve Wimbledonu 2016 probíhala na počátku července 2016. Do soutěže na londýnském grandslamu nastoupily čtyři páry. Obhájcem titulu byla dvojice Gustavo Fernández a Nicolas Peifer, jejíž členové nestartovali společně.
Vítězem se stal druhý nasazený britský pár složený z 18letého Alfieho Hewettaa zkušenějšího 24letého Gordona Reida, kteří ve finále na dvorci č. 18 přehráli francouzské turnajové jedničky Stéphana Houdeta s Nicolasem Peiferem po dramatickém průběhu 4–6, 6–1 a 7–6. V duelu trvajícím 2:33 hodiny rozhodl o šampionech až závěrečný tiebreak poměrem míčů 8:6.
Vítězové tak vybojovali premiérový titul z wimbledonského debla a Reid čtvrtý grandslamový z této soutěže. Do žebříčku okruhu UNIQLO Tour si připsali 800 bodů a rozdělili si prémii 12 000 liber. Utkání bylo přenášeno stanicí BBC2.

## Nasazení párů
1. Stéphane Houdet /  Nicolas Peifer (finále)
2. Alfie Hewett /  Gordon Reid (vítězové)

## Pavouk
|  | Semifinále | Semifinále                     | Semifinále               | Semifinále | Semifinále |    |                                  | Finále | Finále | Finále | Finále | Finále |
|  |            |                                |                          |            |            |    |                                  |        |        |        |        |        |
|  | 1          | Stéphane Houdet Nicolas Peifer | 5                        | 6          | 78         |    |                                  |        |        |        |        |        |
|  |            | Stefan Olsson Maikel Scheffers | 7                        | 1          | 6          |    |                                  |        |        |        |        |        |
|  |            | Stefan Olsson Maikel Scheffers | 7                        | 1          | 6          | 1  | Stéphane Houdet Nicolas Peifer   | 6      | 1      | 6      |        |        |
|  |            |                                |                          |            |            | 1  | Stéphane Houdet Nicolas Peifer   | 6      | 1      | 6      |        |        |
|  |            | 2                              | Alfie Hewett Gordon Reid | 4          | 6          | 78 |                                  |        |        |        |        |        |
|  |            | 2                              | Alfie Hewett Gordon Reid | 4          | 6          | 78 | Gustavo Fernández Joachim Gérard | 3      | 2      |        |        |        |
|  |            |                                |                          |            |            |    | Gustavo Fernández Joachim Gérard | 3      | 2      |        |        |        |
|  | 2          | Alfie Hewett Gordon Reid       | 6                        | 6          |            |    |                                  |        |        |        |        |        |